# Ryan Regez
Ryan Regez (30 januari 1993) is een Zwitserse freestyleskiër.

## Carrière
Regez maakte zijn wereldbekerdebuut in december 2015 in Montafon. Op 9 december 2016 scoorde hij in Val Thorens zijn eerste wereldbekerpunten. Vier dagen later behaalde de Zwitser in Arosa zijn eerste toptienklassering in een wereldbekerwedstrijd. Op 16 februari 2019 boekte Regez in Feldberg zijn eerste wereldbekerzege. Op de wereldkampioenschappen freestyleskiën 2021 eindigde hij als achttiende op de skicross.

## Resultaten

### Wereldkampioenschappen
| Jaar | Plaats     | Resultaten   |
| ---- | ---------- | ------------ |
| 2021 | Idre Fjäll | 18e Skicross |

### Wereldbeker
Eindklasseringen
| Seizoen   | Algm | SX     |
| --------- | ---- | ------ |
| 2016/2017 | 136e | 30e    |
| 2018/2019 | 44e  | 9e     |
| 2019/2020 | 16e  | Zilver |
| 2020/2021 |      | 7e     |

Wereldbekerzeges
| Datum            | Plaats     | Onderdeel |
| ---------------- | ---------- | --------- |
| 16 februari 2019 | Feldberg   | Skicross  |
| 14 december 2019 | Montafon   | Skicross  |
| 25 januari 2020  | Idre Fjäll | Skicross  |